# Heard en McDonaldeilanden
De Heard en McDonaldeilanden (Engels: Heard Island and McDonald Islands (HIMI)) zijn een onbewoonde onherbergzame subantarctische eilandengroep in het zuiden van de Indische Oceaan op de breedtegraad van Vuurland en op dezelfde lengtegraad als Mumbai. Ze liggen op 1700 km van Antarctica en op 4100 km zuidwestelijk van Perth. De eilanden vallen onder de jurisdictie van Australië.
Heard is genoemd naar zijn ontdekker James Heard, een robbenjager die de eilanden in 1853 voor het eerst in het oog kreeg.
De Heard en McDonaldeilanden bestaan uit de eilanden Heard, het kleinere Shag en de 43 km westelijker gelegen McDonaldeilanden. De McDonaldeilanden bestaan uit McDonald, Flat en Meyer Rock. Verder zijn er in het gebied een groot aantal kleinere rotsen. De eilanden liggen op het Kerguelenplateau.

## Geologie
Geologisch gezien bestaat de archipel uit stollingsgesteente. De vulkanen (vulkaancomplex) die de eilanden hebben doen ontstaan bevinden zich niet op een plaatgrens; de grenzen van de Antarctische Plaat met de Afrikaanse- en Australische Plaat bevinden zich vele honderden kilometers naar het noorden. Vermoedelijk zijn de eilanden ontstaan ten gevolge van een hotspot. Op het eiland Heard bevindt zich de 2745 m hoge actieve vulkaan Mawson Peak, ook Big Ben genoemd. Dit is de hoogste berg van Australië. Hij is 517 m hoger dan de Mount Kosciuszko, de hoogste top op het Australische vasteland.

## Werelderfgoedlijst
Heard en McDonaldeilanden behoren sinds 1997 tot de UNESCO Werelderfgoedlijst. De reden voor opname op de lijst is dat de eilandengroep de enige subantarctische vulkanische activiteit herbergt, waarbij geomorfologische processen en glaciale dynamica kunnen worden waargenomen. De flora en fauna zijn specifiek, zonder invloeden van buiten de eilandengroep.

## Important Bird Area
Het park is door BirdLife International aangewezen als Important Bird Area (IBA) vanwege het belang voor significante populaties van Catharacta lonnbergi, ezelspinguïn, klein ijshoen, koningspinguïn, macaronipinguïn, roetkopalbatros, wenkbrauwalbatros, westelijke rotspinguïn, zuidelijke reuzenstormvogel, Zuid-Georgisch alkstormvogeltje en andere zeevogels. Andere vogels die broeden op het eiland zijn alkstormvogeltje, Antarctische prion, grote albatros, Kaapse stormvogel, keizeraalscholver, kelpmeeuw, Wilsons stormvogeltje, en zuidpoolstern. Vinpotigen die op het eiland broeden zijn de Kerguelenzeebeer, subantarctische zeebeer en zuidelijke zeeolifant.

## Trivia
Om onduidelijke redenen hebben de eilanden zonder economische activiteit een eigen top level domain .hm gekregen.
Op 2 april 2025 zijn de eilanden door de VS op de lijst van landen met importheffingen geplaatst, hoewel er geen inwoners zijn.